# Rhacophorus dorsoviridis
Rhacophorus dorsoviridis är en groddjursart som beskrevs av Bourret 1937. Rhacophorus dorsoviridis ingår i släktet Rhacophorus och familjen trädgrodor. IUCN kategoriserar arten globalt som otillräckligt studerad. Inga underarter finns listade i Catalogue of Life.